# National Museum of the United States Navy
Das National Museum of the United States Navy (U.S. Navy Museum) ist ein Marinemuseum der United States Navy im ehemaligen Breech Mechanism Shop der Naval Gun Factory (Washington Navy Yard) in Washington, D.C.
Es ist eines von 14 Museen des Naval History and Heritage Command. Dabei ist es sowohl ein "Flagship"-Museum der Navy als auch das einzige der Teilstreitkraft, das die Geschichte der United States Navy in deren Chronologie komplett abdeckt.
Die Gründung erfolgte 1961, die Eröffnung 1963.
Die Hauptattraktion ist das originale Forschungs-U-Boot Trieste, das 1960 den Weltrekord für Tiefseetauchen brach (10.910 Meter).
Das Museum ist insbesondere der zivilen Öffentlichkeit zugänglich.